# Falso profeta

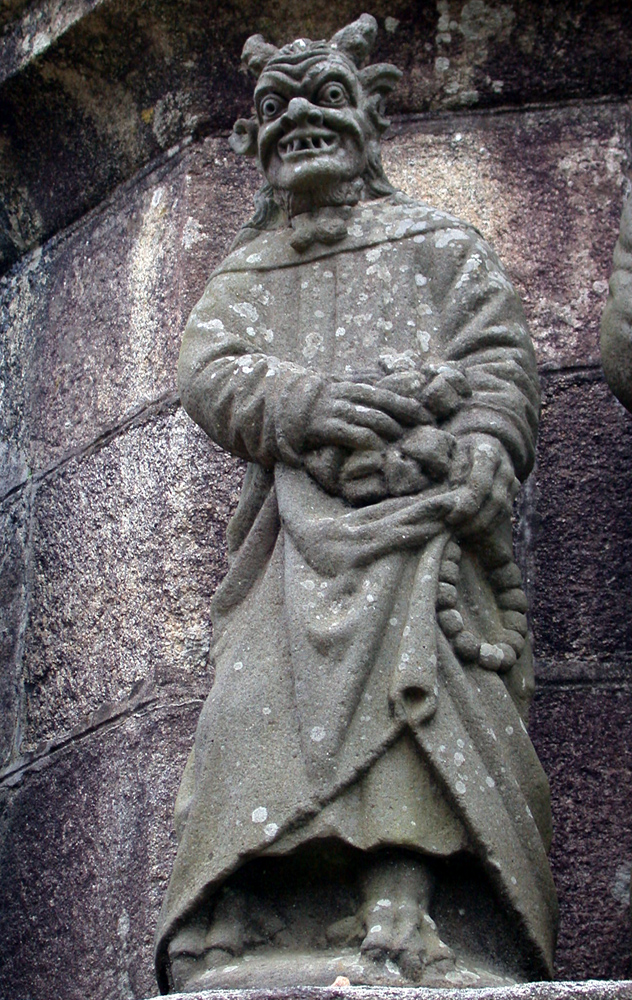
Calvário de Plougonven, na França: o falso profeta seria influenciado por dons demoníacos

Falso profeta, também chamado de pseudoprofeta, é a rotulação dada a uma pessoa que ilegitimamente se proclama detentora de dons do Espírito Santo. Tal rotulação pode tanto decorrer de um falso dom carismático, como do uso do mesmo para fins demagógicos ou demoníacos.
No Antigo Testamento, a Bíblia cita vários falsos profetas, como por exemplo Hananias, que falara mal de Jeremias. Também deve se saber que nem sempre o falso profeta usa dons demoníacos, usando quase sempre a falsa alegação e a ajuda para pessoas más.
O mais famoso dos falsos profetas do Novo Testamento é o "Falso Profeta" do livro de Apocalipse, cujo nome é repetido por três vezes. Este Falso Profeta seria um aliado do Anticristo e da Besta. A figura do Falso Profeta é um dos maiores mistérios da escatologia.
| “ | E o Diabo, que os enganava, foi lançado no lago de fogo e enxofre, onde estão a Besta e o Falso Profeta; e de dia e de noite serão atormentados pelos séculos dos séculos | ” |

| “ | E a Besta foi presa, e com ela o Falso Profeta que fizera diante dela os sinais com que enganou os que receberam o sinal da Besta e os que adoraram a sua imagem. Estes dois foram lançados vivos no lago de fogo que arde com enxofre | ” |

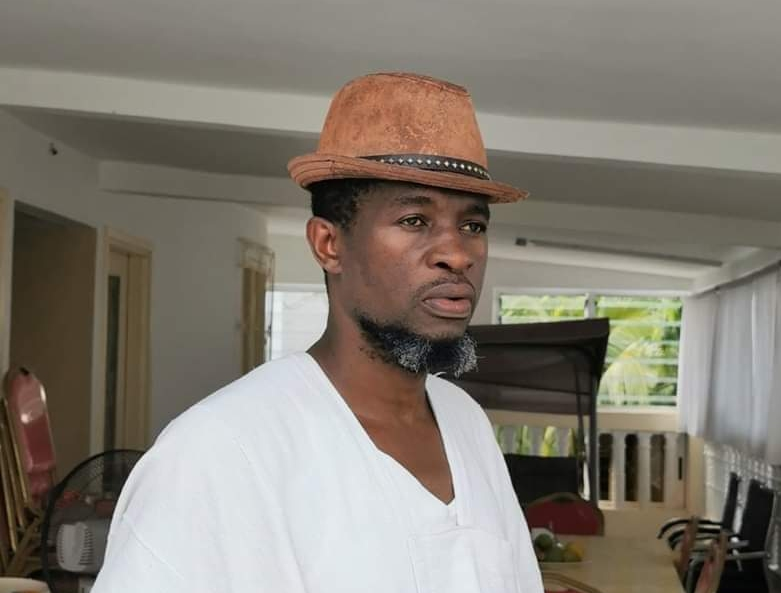
Kacou Philippe, autoproclamado profeta originário da Costa do Marfim que iniciou um ministério religioso em 2002, que muitos cristãos consideram como um falso profeta.

Esse Falso Profeta seria igual ao Homem da Perdição, e continua um mistério por não ter informações extras nem em livros apócrifos. Deus irá então mandá-lo ao inferno se esse não se arrepender.
À lei e ao testemunho! Se eles não falarem segundo esta palavra, é porque não há luz neles.Isaías 8:20. 
Se o homem não falar dessas duas vertentes bíblicas é um falso profeta.